# Apogon guadalupensis
Apogon guadalupensis es una especie de pez de la familia de los apogónidos en el orden de los perciformes.

## Morfología
Los machos pueden llegar a alcanzar los 13 cm de longitud total.

## Distribución geográfica
Se encuentran al este del Pacífico: desde el sur de California (Estados Unidos) hasta el golfo de California (México).